# Antonio Raffelin Roustán de Estrada
Antonio Raffelin Roustán de Estrada (L'Havana, Cuba, 1796 - Marianao, 1882) fou un músic i compositor cubà. Fou deixeble del mestre de capella de Gregorio Velázquez i als nou anys va compondre una melodia titulada La Boca que fou publicada a Nova York i que harmonitzada més tard pel seu autor assolí gran boga, cantant-se durant molts anys en les esglésies dels Estats Units. Perfeccionà els seus estudis de violí amb Manuel Coco i Thomás Hown. En morir la seva mare el 1836, passà a París, on cridà l'atenció tant com a executant com a compositor. De retorn a l'Havana fundà l'Acadèmia Filharmònica de Cristina, després passà a Filadèlfia, on funda el diari La Lira Católica, en la que s'hi publicava música sagrada; el 1862 feu un segon viatge a Europa, durant el qual dedicà una missa al Papa que fou cantada en l'església de Sant Ignasi. Condecorat per Pius IX amb la creu de Sant Silvestre, passà a Madrid, on presentà a la reina una altra missa, i després de romandre algun temps a Cadis, on deixà una deixebla que més va adquirir notorietat, passà als Estats Units i d'allà a la seva pàtria el 1865. Entre les seves composicions la que més destaca és un Ave Maria.